# ويليام مورلي
ويليام مورلي (بالإنجليزية: William Morley)‏ هو مؤرخ نيوزيلندي، ولد في 14 أغسطس 1842 في Orston ‏ في المملكة المتحدة، وتوفي في 24 مايو 1926.